# Hier schiet elk woord wortel. Amerikaanse reisbrief aan Ernst Braches
Hier schiet elk woord wortel. Amerikaanse reisbrief aan Ernst Braches is een reisbrief van de Nederlandse schrijver Frans Kellendonk gericht aan Ernst Braches die verscheen in 1985.

## Geschiedenis
De reisbrief van 1 januari 1982 aan Ernst Braches, Kellendonks latere bibliograaf, werd uitgegeven door C. van Dijk op zijn Agri Monti Pers die toen gevestigd was te Oosterhesselen. De brief verscheen in april 1985 in een oplage van slechts 12 exemplaren; het betreft hier een vroege uitgave van diens 'pers', 'gedrukt' met een  elektronische schrijfmachine waarbij ook elk exemplaar met de machine genummerd is.
De brief gaat over Henry James van wie Kellendonk werk vertaald had, en over wiens The turn of the screw Braches een studie voorbereidde die in 1983 verscheen onder de titel Engel en afgrond en waarvoor Kellendonk een voorwoord schreef.
In een brief aan Gerard Raat van 1 januari 1988 noemde Kellendonk dit werk een "spooktitel" en een van de twee werken "die nooit gepubliceerd zijn".